# Utsiktens BK
Utsiktens Bollklubb is een Zweedse voetbalclub uit Frölunda, een wijk van Göteborg. De club werd in 1935 opgericht.

## Geschiedenis
Utsikten speelde het grootste deel van de historie in de lagere amateurreeksen. Zo was het in 2006 nog een zesdeklasser. Daarna steeg het gestaag in de voetbalpiramide.
Op zondag 24 april 2011 sloeg het noodlot toe bij Utsikten, toen het clubgebouw in vlammen opging en het complete archief in de as werd gelegd. De buitenwijk werd destijds geplaagd door vandalisme. Oud-PSV'er Glenn Hysén was ten tijde van de ramp trainer van de club.
Utsikten promoveerde in 2014 voor het eerst in de geschiedenis naar de Superettan middels het behalen van het kampioenschap in de Division 1 Södra. Het verblijf in de tweede klasse duurde slechts één seizoen. In 2021 lukte het opnieuw om te promoveren naar het profvoetbal. Door de strenge(re) licentievoorwaarden moest het in de Superettan wel uitwijken naar de Bravida Arena, de thuisbasis van BK Häcken.